# Cosmia pembertoni
Cosmia pembertoni là một loài bướm đêm trong họ Noctuidae.